# جيمس ر. رايس
جيمس ر. رايس (بالإنجليزية: James R. Rice)‏ هو مهندس أمريكي، ولد في 3 ديسمبر 1940 في فريدريك في الولايات المتحدة.